# Guido Tortorella
Guido Tortorella (Milano, 24 settembre 1977) è uno scrittore e regista italiano.

## Biografia
Non appena terminati gli studi classici inizia la sua carriera artistica nel teatro. Nel biennio 1997-98 è allievo della scuola Quelli di Grock di Milano.
Dal 2002 al 2004 collabora con il Teatro Stabile di Brescia in qualità di assistente alla regia. Ha lavorato con Andrea Taddei, Monica Conti e Cesare Lievi. Con quest'ultimo collabora a numerose produzioni di prosa e lirica, tra cui "Erano tutti miei figli" con Umberto Orsini e Giulia Lazzarini.
Nel 2006 viene ammesso al Centro sperimentale di cinematografia di Roma. Nell'arco dei tre anni di studio dirige due cortometraggi (La stanza dei giochi e Cronaca di un rapimento) ed un mediometraggio dal titolo Liberiamo qualcosa, coprodotto da Medusa Film, con cui ottiene il diploma in regia. Cronaca di un rapimento vince numerosi premi in festival nazionali.
Ha curato, tra l'altro, la regia ed il montaggio di varie installazioni presenti nel Museo dell'Automobile di Torino.
Nel settembre 2014 comincia la sua collaborazione con Mediaset: è regista, operatore video e montatore del segmento "Occhio al futuro" in onda su Striscia la notizia, scritto da Davide Tortorella e Cristina Gabetti, che ne è anche ideatrice e conduttrice. 
Dal 2016 collabora come regista di esterne per la trasmissione Domenica Live condotta da Barbara D'Urso. 
Nel novembre del 2018 la casa editrice La nave di Teseo pubblica il suo romanzo d'esordio, dal titolo La paura della coccinella.
Il 10 marzo 2022 esce il suo secondo romanzo, La Società dei rimandati a settembre, sempre con La nave di Teseo.
Guido è figlio di Cino Tortorella e di Maria Cristina Misciano, figlia del tenore Alvinio Misciano. Ha spesso collaborato con suo fratello Davide e con le sorelle Chiara e Lucia.

## Filmografia

### Cinema
- Il silenzio fuori - Documentario (2006)
- La stanza dei giochi (2008)
- Cronaca di un rapimento (2008)
- Liberiamo qualcosa (2009)

## Opere
- La paura della coccinella, La nave di Teseo, 2018
- La Società dei rimandati a settembre, La nave di Teseo, 2022